# Frassilongo
Frassilongo (Garait in mocheno, Gereut in tedesco, Frasilónch in dialetto trentino) è un comune italiano di 344 abitanti della provincia autonoma di Trento in Trentino-Alto Adige. Gran parte della popolazione è di lingua mochena; il comune comprende anche, più in alto, il centro di Roveda (Oachlait) a 1049 m.

## Origine del nome
A differenza dei toponimi minori, tutti di origine tedesca, i maggiori sono di impronta chiaramente latina: "Frassilongo" deriva probabilmente da fratta ("[campo con] vegetazione intricata" o "campo dissodato", dal latino fregere, "rompere", "dissodare"), e non da frassino come a volte riportato, e corrisponde esattamente al toponimo tedesco di Gereut (e quindi mocheno Garait), che significa "novale" ("terreno incolto destinato alla coltivazione", da rautn, "dissodare"). Anche il toponimo della frazione di Roveda (in latino Rovreda) è romanzo, da rovereda, cioè "luogo dove crescono i roveri"); il suo nome mocheno è Oachlait, "costa delle querce".

## Storia

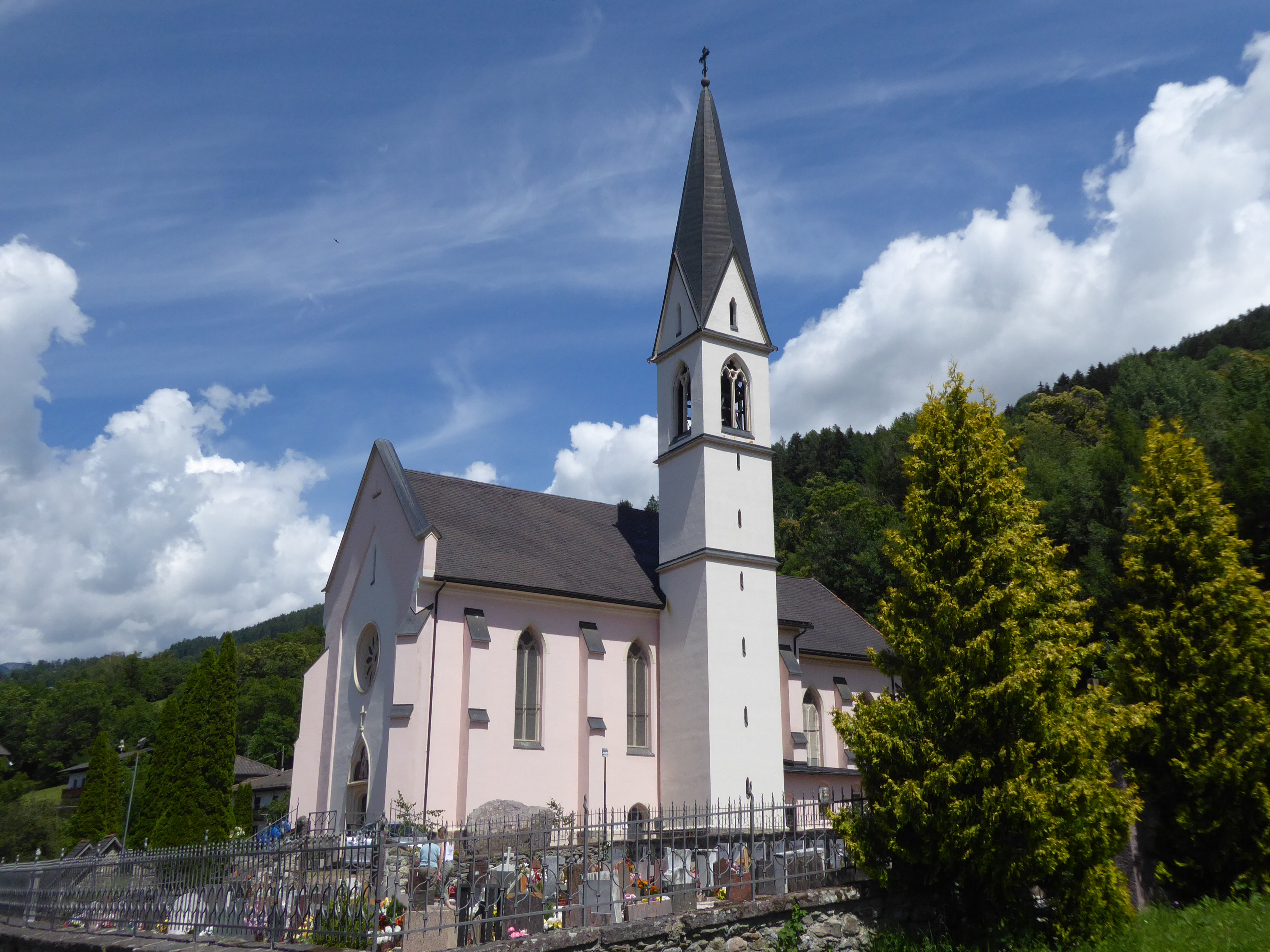
La neogotica chiesa di Sant'Udalrico

La storia del comune di Frassilongo non è molto ben documentata: delle persone germanofone abitavano già in zona, in case sparse, nella prima metà del XIII secolo, giunte plausibilmente su spinta dei signori di Castel Pergine.

### Simboli
Stemma
Lo stemma era stato approvato con deliberazione della Giunta provinciale dell'11 aprile 1986, n. 2562.
Gonfalone
Il gonfalone era stato approvato assieme allo stemma con D.G.P. 11 aprile 1986 e poi modificato con D.G.P. del 7 aprile 2006 n. 673.

## Monumenti e luoghi d'interesse

### Architetture religiose
- Chiesa di Sant'Udalrico, parrocchiale nel capoluogo comunale, novecentesca
- Vecchia chiesa di Sant'Udalrico, situata poco distante dall'omonima parrocchiale, citata già nel Cinquecento
- Chiesa di San Romedio, parrocchiale nella frazione di Roveda, settecentesca
- Chiesa della Madonna della Pace, costruita a fine Novecento in località Kamauz

## Società

### Evoluzione demografica
Abitanti censiti

### Variazioni
Nel 1929 è stato aggregato a Sant'Orsola (ora Sant'Orsola Terme). Nel 1948 è stato distaccato e ricostituito come comune autonomo.

### Ripartizione linguistica
La sua popolazione, secondo il censimento del 2021, è per il 62,0% di lingua mòchena e per il 38,0% di lingua italiana.

## Amministrazione
| Periodo | Periodo   | Primo cittadino | Partito      | Carica  | Note                                         |
| ------- | --------- | --------------- | ------------ | ------- | -------------------------------------------- |
| 2015    | in carica | Luca Puecher    | lista civica | Sindaco | Riconfermato alle elezioni comunali del 2020 |

## Geografia antropica

### Frazioni

#### Kamauz
Kamauz (Kamaovrunt in mocheno) è una frazione che dista circa due kilometri dall'abitato di Frassilongo. Kamauz sorge a 1326 metri sul livello del mare e conta quarantadue abitanti.

#### Roveda
Roveda (Oachlait in mocheno) è una frazione che dista circa due kilometri e mezzo dall'abitato di Frassilongo. Roveda sorge a 1049 metri sul livello del mare e conta dodici abitanti.
Puech
Puech è una frazione che dista circa un kilometro dall'abitato di Frassilongo. Puech sorge a 1091 metri sul livello del mare e conta quattordici abitanti.